# スーパー・チューズデー 〜正義を売った日〜
『スーパー・チューズデー 〜正義を売った日〜』(スーパー・チューズデー せいぎをうったひ、原題: The Ides of March) は、2011年のアメリカ合衆国の政治ドラマ映画。
2004年の民主党大統領予備選挙に立候補したハワード・ディーンの選挙スタッフだったボー・ウィリモンが同選挙に着想を得て、2008年に書いた戯曲『Farragut North』を原作としている。ジョージ・クルーニーが共同脚本・監督・主演を務めた。

## ストーリー
スティーブン・マイヤーズは、民主党大統領予備選でアーカンソー州選出連邦上院議員のテッド・プルマンと争っている、ペンシルベニア州知事マイク・モリスの選挙対策副本部長である。両陣営は代議員356人を配下に置くフランクリン・トンプソン上院議員の支持を巡って争っている。この356票がどちらかの候補者の指名獲得を確定させることになる。
シンシナティにあるモリス陣営の本部で、マイヤーズはプルマン陣営のマネージャー、トム・ダフィーから電話を受ける。ダフィーは彼に地元のバーで秘密に会おうと言う。マイヤーズは上司であるモリス選対本部長のポール・ザラに電話したが、応答は無かった。マイヤーズは取り敢えずダフィーと会うことに決め、ダフィーは彼にプルマン陣営の選挙運動に移籍することを提案する。マイヤーズは拒否する。その後、ザラから折り返し電話があったが、マイヤーズはこの面談のことを伝えなかった。
マイヤーズは、父親が民主党全国委員会委員長である魅力的なインターン、モリー・スターンズと肉体関係を持つようになる。マイヤーズはザラに対して、ダフィーと会ったことを認める。ダフィーは、トンプソンがプルマンを支持すればプルマンは国務長官の地位をトンプソンに与えるであろうと言っていた。ザラとマイヤーズはモリスとこの件について話し合い、トンプソンにも同じ提案をしなければならないと主張する。モリスはトンプソンとその政策と完全に相容れない考えである上に、その様な取り決めの無い「クリーンな」選挙運動を望んでいることから、それを拒否する。
モリーが眠っている間、マイヤーズは誤って彼女の鳴っている携帯電話を手に取り、モリスが彼女に電話で話そうとしていることに気付く。マイヤーズは、モリスが数週間前、モリーがアイオワ州での選挙運動に加わった直後に、モリーとの間で短期間の性的関係を持ち、現在モリーがモリスの子供を妊娠していることを知る。モリーは妊娠中絶に900ドルが必要だが、家族がカトリック教徒であるためそのことを父親には言えない。マイヤーズは彼女に資金援助するが、このことを誰にも言わないよう警告し、今後問題を発生させないために彼女を選挙運動から解雇する。ニューヨーク・タイムズ紙の記者アイダ・ホロヴィッツは、匿名の情報源がマイヤーズとダフィーとの面会をバラしたこと、そしてモリス陣営のトンプソンへの申し入れについての詳細をマイヤーズが彼女に教えない限り、面談のことを記事にする積りであることをマイヤーズに伝える。
モリーを中絶クリニックに送った後、マイヤーズはザラに助けを求めに行く。ザラは、モリスの承認を得た上で、裏切者としてマイヤーズを解雇する口実を得るために面談のことをアイダに漏らしたと明かす。怒って自暴自棄になったマイヤーズは、ダフィーに仕えることを申し出る。ダフィーはマイヤーズに、モリス陣営の運動に悪影響を与えるためだけにマイヤーズと会ったのだと言う。即ち、マイヤーズがダフィーの部下として転向するか、ダフィーと面談したことを理由に解雇されるかのどちらかが起こるという前提で。マイヤーズはモリスを「売る」ことを申し出るが、ダフィーはトンプソンのプルマン支持が確実だと信じていることからそれを断る。マイヤーズは自分を利用したダフィーを激しく罵るが、ダフィーは中途半端に謝罪し、ダフィーのような冷笑屋になる前に政治から足を洗うよう助言する。
マイヤーズがモリスの選挙運動をぶち壊すと脅迫したことを知らされたモリーは、ホテルの一室で薬を過剰摂取して死んでしまう。マイヤーズはその現場に遭遇し、彼女の携帯電話を盗む。モリス陣営には秘密でマイヤーズはトンプソンと会い、トンプソンと配下の代議員がモリスを支持するための条件を取り決める。マイヤーズはモリスと対峙し、最後通牒を突きつける。ザラを解雇しマイヤーズがその地位を継いだ上でトンプソンに副大統領のポストを提供するか、それともモリーの遺書とされるメモと共に報道陣にモリスの不倫を暴露するかである。後者の場合、モリスの評判は確実に傷つき、プルマンがトンプソンの支持を取り付けることとなる。モリスは折れて、残された個人的な高潔さを打ち捨て、マイヤーズの要求に応じる。ザラは自分の解雇を冷静に受け止め、モリーの葬儀でもマイヤーズと親しげに話す。
トンプソンはモリスを正式に支持し、モリスはその時点で事実上の民主党候補に決まった。選対本部長に昇格したマイヤーズがジョン・キング氏とのリモートテレビインタビューに向かう途中、アイダ・ホロヴィッツが彼を待ち伏せし、次の自分の記事はマイヤーズがどの様にしてトンプソンとその配下の代議員たちを説得し、また、自分の昇進を勝ち取ったかについてであると言う。 彼の反応は、警備員にホロヴィッツの講堂への入場を止めさせることだった。 マイヤーズがインタビューの席に着くと、丁度モリスが高潔さと尊厳がいかに重要であるかについての演説を終えるところであった。キングはマイヤーズに、予備選を巡る出来事がどの様に展開したのかについて尋ねた。

## キャスト
※括弧内は日本語吹き替え
- スティーヴン・マイヤーズ - ライアン・ゴズリング（内田夕夜）
- マイク・モリス知事 - ジョージ・クルーニー（小山力也）
- ポール・ザラ - フィリップ・シーモア・ホフマン（大川透）
- アイダ・ホロウィッチ - マリサ・トメイ（斎藤恵理）
- トム・ダフィー - ポール・ジアマッティ（駒谷昌男）
- モリー・スターンズ - エヴァン・レイチェル・ウッド（伊藤静）
- トンプソン上院議員 - ジェフリー・ライト（山内健嗣）
- シンディ・モリス - ジェニファー・イーリー
- ジャック・スターンズ - グレゴリー・イッツェン
- ベン・ハーペン - マックス・ミンゲラ

## 製作
北米配給権を購入したソニー・ピクチャーズ エンタテインメントは当初アメリカの観客が認知しやすいよう原作と同じ題名の使用を望んだが、最終的にガイウス・ユリウス・カエサルが暗殺された紀元前44年3月15日を意味するクルーニーの案『The Ides of March』から変更されることはなかった。
当初主人公の役にはレオナルド・ディカプリオやクリス・パインが検討されたが、最終的にライアン・ゴズリングに決まった。撮影は2011年2月にシンシナティで始まり、3月から4月にかけてはデトロイトとアナーバーで行われた。3月14日のミシガン大学での撮影には1,000人のエキストラが集められた。

## 公開
映画は2011年8月31日、第68回ヴェネツィア国際映画祭のオープニング作品として初上映された。2011年9月には第36回トロント国際映画祭で上映される。

## 評価
レビュー・アグリゲーターのRotten Tomatoesでは250件のレビューで支持率は83%、平均点は7.40/10となった。Metacriticでは43件のレビューを基に加重平均値が67/100となった。